# Ooctonus acutiventris
Ooctonus acutiventris är en stekelart som beskrevs av Soyka 1949. Ooctonus acutiventris ingår i släktet Ooctonus och familjen dvärgsteklar.
Artens utbredningsområde är Österrike. Inga underarter finns listade i Catalogue of Life.